# La carta final
La carta final (títol original: 84 Charing Cross Road) és una pel·lícula de l'any 1987 dirigida per David Hugh Jones, i basada en el llibre del mateix nom on Helene Hanff reprodueix la correspondència mantinguda durant anys amb l'empleat d'una llibreria de Londres. Ha estat doblada al català.

## Argument
Una escriptora americana, Helene Hanff (interpretada per Anne Bancroft), que viu a Nova York, busca alguns llibres. Entra en contacte amb una llibreria de llibres usats especialitzada de Londres, al número 84 de Charing Cross.
Inicia així una relació epistolar de vint anys amb Frank Doel (Anthony Hopkins), empleat de la llibreria; i que la portarà fins i tot a enviar menjar als empleats de la llibreria, quan s'assabenta que Londres viu encara submergida en una economia de postguerra.
Els dos no es trobaran mai, però acabaran sent amics, compartint l'amor pels llibres, per la literatura, per la lectura.

## Repartiment
- Anne Bancroft: Helene Hanff
- Anthony Hopkins: Frank Doel
- Judi Dench: Nora Doel
- Maurice Denham: George Martin
- Eleanor David: Cecily Farr
- Mercedes Ruehl: Kay
- Daniel Gerroll: Brian
- Wendy Morgan: Megan Wells
- Ian McNeice: Bill Humphries
- J. Smith-Cameron: Ginny
- Connie Booth: La Senyora de Delaware
- Tony Todd: el treballador de la demolició

## Al voltant de la pel·lícula
La pel·lícula va ser produïda per Mel Brooks com a regal a la seva dona, Anne Bancroft, pel 21° aniversari del seu matrimoni.

## Premis
British Academy of Film and Television Arts (BAFTA) a Anne Bancroft, com a millor actriu protagonista (1987).